# 城西街道 (平遥县)
城西街道是中华人民共和国山西省晋中市平遥县下辖的一个街道办事处。

## 行政区划
城西街道下辖以下村级行政区划单位：
峰岩社区、春蕾社区、宏源社区、绿柳社区、东昇社区和煤化社区。